# مدرج المدينة الأسيوية
مدرج المدينة الآسيوية يعد الأكبر من نوعه في دولة قطر، وهو مرفق للفنون والترفيه متعدد الأغراض. يمكن لهذا المسرح الخارجي أن يستوعب 16500 متفرج.

## الاستخدامات
- حفلات موسيقية حية
- حفلات تسليم الجوائز
- المهرجانات
- فعاليات ثقافية
- ليالي النجوم

## الوصف

### المسرح
- طول 94 متر
- عرض 9.6 متر
- ارتفاع 1.6 متر

### سعة المسرح
- 14483 مقعد عام.
- 1500 مقعد لكبار الشخصيات.

### الغرف الخضراء
- غرف ملابس فناني الأداء (رجال وسيدات) تستوعب 20-30 فرد.
- غرف مكيفة 5 غرف تغيير و 5 غرف استحمام للرجال والسيدات.

### أماكن لوقوف السيارات
- مساحة واسعة لوقوف السيارات